# Концерт (фильм, 2009)
«Концерт» (фр. Le concert) — кинофильм режиссёра Раду Михайляну, вышедший на экраны в 2009 году.

## Сюжет
Андрей Филиппов (Алексей Гуськов) — известный в прошлом дирижёр, а ныне уборщик в Большом театре. Его карьера была сломана ещё при Брежневе, во времена гонений против евреев. Однажды, убирая в кабинете директора театра, он принимает факс из Парижа с предложением выступить в театре Шатле. Он не в силах устоять против этого искушения и решает ответить на это предложение вместо директора, ведь главной целью всей его жизни является идеальное исполнение концерта для скрипки с оркестром Чайковского, на котором оборвалась его карьера. Начинается трудная работа по поиску прежних участников оркестра, в которой Андрею помогают его старый друг Александр Гросман (Дмитрий Назаров) и прежний администратор театра, бывший сотрудником КГБ, и до сих пор страстный коммунист Иван Гаврилов (Валерий Баринов), взявший на себя переговоры с французской стороной. Поиски оказываются нелегким делом: бывшие музыканты работают кто где — таксистами, рыночными торговцами и так далее. В качестве солиста Андрей выбирает известную скрипачку Анн-Мари Жаке (Мелани Лоран), с которой его связывает тайна.

## В ролях
- Алексей Гуськов — Андрей Симонович Филиппов
- Дмитрий Назаров — Александр Абрамович "Саша" Гросман
- Мелани Лоран — Анн-Мари Жаке
- Франсуа Берлеан — Оливье Дюплесси
- Миу-Миу — Гилена де ла Ривьер
- Валерий Баринов — Иван Гаврилов
- Влад Иванов — Пётр Третьякин
- Анна Каменкова — Ирина Филиппова

## Музыка
В фильме, кроме оригинальной музыки Армана Амара, использованы классические произведения: Чайковского, Дебюсси, Моцарта, Шуберта, Римского-Корсакова, Паганини, Малера, Мендельсона, Баха. Скрипичный концерт Чайковского исполняет французская скрипачка румынского происхождения Сара Немцану (дочь Владимира Немцану). Она же озвучивает отрывки из произведений Баха, Паганини и Мендельсона. Кроме того, в фильме приняли участие 55 профессиональных музыкантов. Алексей Гуськов выучил и лично отыграл партию дирижёра. Кроме того, выучил за полтора месяца базовый курс французского языка.

## Награды и номинации
- 2010 — две премии «Сезар» за лучшую музыку к фильму (Арман Амар) и за лучший звук, а также четыре номинации: лучший фильм (Ален Атталь, Раду Михайляну), лучший режиссёр (Раду Михайляну), лучший оригинальный сценарий (Раду Михайляну, Ален-Мишель Блан), лучший монтаж (Лудо Трох).
- 2010 — премия «Давид ди Донателло» за лучший европейский фильм.
- 2010 — номинация на премию Европейской киноакадемии за лучший сценарий (Раду Михайляну).
- 2011 — номинация на премию «Золотой глобус» за лучший фильм на иностранном языке.